# Unidad de Negocio Hidropaute
La Unidad de Negocio Hidropaute es una empresa pública ecuatoriana de generación hidroeléctrica, que forma parte de CELEC y de la cual es la mayor generadora.

## Hidropaute
Hidropaute nación como Compañía de Generación Hidroeléctrica Hidropaute S.A. en enero de 1999, año desde el cual goza de independencia administrativa y financiera, luego de la extinción del Instituto Nacional Ecuatoriano de Electrificación (INECEL). Durante más de nueve años trabajó como sociedad anónima, hasta que el 13 de enero de 2009 por decisión del gobierno se fusionan las empresas de generación Electroguayas S.A., Hidroagoyán S.A., Hidropaute S.A., Termoesmeraldas S.A., Termopichincha S.A. y una de transmisión, Transelectric S.A., para constituir la Corporación Eléctrica del Ecuador, CELEC S.A., en donde cada una de estas empresas pasó a denominarse unidad de negocio. El 14 de enero de 2010, mediante decreto ejecutivo N.º 114, formaron la empresa pública estratégica Corporación Eléctrica del Ecuador, CELEC EP, de la que también forma parte Hidronación S.A.
Actualmente la Unidad de Negocio Hidropaute es la encargada del complejo hidroeléctrico Paute Integral, conformado por las centrales Mazar, Molino, Sopladora y Cardenillo, un proyecto hidroeléctrico en cascada que aprovecha las aguas del río Paute y está ubicado entre las provincias del Azuay, Cañar y Morona Santiago.[cita requerida]

## Complejo hidroeléctrico Paute Integral
Fue concebido en 1961 por Daniel Palacios Izquierdo, un ingeniero que se desempeñó como superintendente de campo de la compañía inglesa Sello y que tenía bajo su control los estudios físicos y geológicos. Su centro de operaciones era el oriente ecuatoriano, posteriormente, como funcionario del Centro de Reconversión Económica del Azuay, Cañar y Morona Santiago (CREA), durante sus recorridos descubrió el accidente geográfico que por sus características consistía en un recurso aprovechable para la generación hidroeléctrica.[cita requerida]
El río Paute portador de un gran caudal en el sitio denominado Cola de San Pablo, en corta distancia medida en línea recta, presenta una gran diferencia de niveles, haciéndose aprovechable esa energía potencial; esta condición favorable fue expuesta en su informe ante las autoridades superiores y de la provincia, sin embargo para esa época, esta idea no fue fácilmente entendida, resultaba una propuesta de una persona ilusa, por la magnitud de las obras de ingeniería y sus costos.[cita requerida]
Fue tanta la insistencia de Izquierdo que el Directorio del CREA resolvió encargar a una empresa norteamericana la realización de los primeros estudios, luego de los que, al constatar que no era una concepción disparatada, en los primeros años de los sesenta se realizan gestiones con INECEL de reciente creación, y para mayo de 1962, técnicos japoneses de la Electrical Power Co., luego del reconocimiento preliminar, confirman el recurso.[cita requerida]
INECEL, encargado de la planificación y desarrollo de la electrificación, contrata los estudios de prefactibilidad y factibilidad. Como señala el Plan Maestro de Electrificación del Ecuador, el objetivo de Paute Integral y de otros proyectos de este género, está dirigido a la utilización preponderante de los recursos hídricos que permitan sustituir los recursos no renovables, por fuentes renovables en la generación de energía eléctrica.[cita requerida]
Se contrató a la Asociación de Firmas Consultoras International Engineering Company (IECO) de California, Estados Unidos; y Astec, ICA, INELIN (ASINCA) del Ecuador para la ejecución de los diseños definitivos de la central Molino y la presa Daniel Palacios, se inicia la construcción de las fases A y B en 1976, que concluyeron en 1983. Para el segundo semestre de ese año entra a la operación comercial mediante el aporte al Sistema Nacional Interconectado de 500 MW.[cita requerida]
Para aprovechar la infraestructura existente y las instalaciones de la fase AB se decide la construcción de la fase C, que inicia en enero de 1985. Los trabajos de la fase C fueron inaugurados el tres de noviembre de 1991. Aporta 575 MW adicionales al S.N.I. En el 2003 Hidropaute obtiene la concesión para la construcción del proyecto Paute Mazar, para lo cual se contrataron los estudios definitivos; en marzo de 2005 se inició la construcción de las obras civiles y en diciembre de 2006 comenzó el montaje de equipos eléctricos y mecánicos. El 31 de mayo de 2010 entró en operación la Unidad N.º 1.[cita requerida]

## Configuración técnica del proyecto
De las cuatro centrales en cascada que aprovecharán el agua del río Paute para generar energía eléctrica, tres se encuentran en operación, Mazar, Molino y Sopladora, Cardenillo tiene los estudios definitivos para la licitación de la construcción.
Estas son las características técnicas de las cuatro centralesː
|                           | Mazar                         | Molino        | Sopladora    | Cardenillo           |
| ------------------------- | ----------------------------- | ------------- | ------------ | -------------------- |
| Estado                    | En operación                  | En operación  | En operación | Estudios definitivos |
| Potencia                  | 170 MW                        | 1 100 MW      | 487 MW       | 596 MW               |
| Altura neta               | 159 m                         | 660 m         | 363 m        | 370 m                |
| Caudal de diseño          | 141,1 m³/s                    | 200 m³/s      | 150 m³/s     | 180 m³/s             |
| Producción anual estimada | 800 GWh                       | 4 900 GWh     | 2 800 GWh    | 2 356 GWh            |
| Presa                     | Enrocado con cara de hormigón | Arco-gravedad | No           | Doble curvatura      |
| Turbinas                  | 2                             | 10            | 3            | 6                    |
| Tipo de turbina           | Francis                       | Pelton        | Francis      | Pelton               |